# Phrynoderma aloysii
Phrynoderma aloysii ist eine Amphibienart aus der Familie der Dicroglossidae.

## Beschreibung
Phrynoderma aloysii ist eine kleine Froschart. Die Männchen sind bislang nicht bekannt. Die Körperlänge der Weibchen beträgt 31,8 bis 45,2 Millimeter. Die Art ist verglichen mit Phrynoderma hexadactylum kleiner, hat einen kleineren Kopf, kürzere Extremitäten, im Verhältnis zur Körperlänge breitere Augenlider und vier große, dunkle, elliptische Zeichnungen auf dem Rücken. Von der Schwesterart Euphlyctis cyanophlictis unterscheidet sie sich ebenfalls durch die Zeichnungen auf dem Rücken, außerdem durch den dünnen Streifen in der Mitte des Rückens. Weiters sind bei Phrynoderma aloysii im Verhältnis zur Körperlänge Augen und Tympanum kleiner sowie Schienbeine und Oberschenkelknochen kürzer.

## Vorkommen
Die Art ist bislang nur von Adyar und Bajpe aus Mangaluru, Indien, bekannt.

## Lebensweise
Weibchen mit Eiern im Körper wurden Ende Mai bis Ende Juli gefunden. Die Eier sind im Durchmesser ungefähr einen Millimeter groß und pigmentiert. Die Laichzeit beginnt Anfang August.

## Systematik
Phrynoderma aloysii wurde 2009 von S. Hareesh Joshy, Mohammad Shaiqul Alam, Atsushi Kurabayashi, Masayuki Sumida und Mitsuru Kuramoto ursprünglich als Euphlyctis aloysii erstbeschrieben. Der Artname wurde zu Ehren von Aloisius von Gonzaga (1568–1591) vergeben, einem italienischen Jesuiten.
Die mit Phrynoderma aloysii nahe verwandten Arten bilden eine monophyletische Gruppe, die ursprünglich als Untergattung Phrynoderma innerhalb der Gattung Euphlyctis angesehen, später jedoch als eigenständige Gattung anerkannt wurde. Zur Öattung Phrynoderma gehören neben Phrynoderma aloysii auch Phrynoderma kerala, Phrynoderma karaavali und Phrynoderma hexadactyla. 

## Belege
- S. H. Joshy, M. S. Alam, A. Kurabayashi, M. Sumida, M. Kuramoto: Two new species of the genus Euphlyctis (Anura, Ranidae) from southwestern India, revealed by molecular and morphological comparisons. Alytes, Paris 2009, 26, S. 97–116.